# Tratado de Chemulpo
El Tratatado Japón-Corea de 1882, también conocido como el Tratado de Chemulpo o la Convención de Chemulpo, fue negociado entre  Japón y Corea  tras el Incidente Imo.

## Contexto
El 23 de julio de 1882, disputas entre diversas facciones en Seúl se extendieron más allá de la capital.

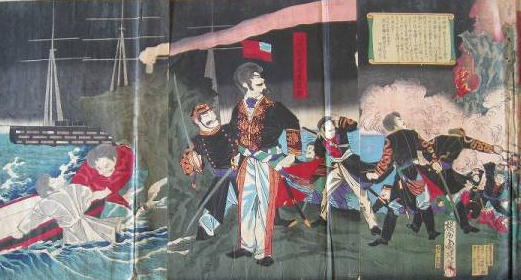
"La revuelta coreana de 1882" — grabado en madera de Toyohara Chikanobu, 1882

Con la escalada de violencia, el consulado japonés fue destrozado por alborotadores, forzando a los diplomáticos japoneses a abandonar el país. Cuando se restauró el orden, el gobierno japonés exigió al gobierno coreano una serie de demandas y concesiones.
Las negociaciones concluyeron en agosto de 1882. 
El artículo V del ”tratado” permitía a Japón proteger el consulado japonés y a la comunidad japonesa en Corea.
En 1884, el gobierno japonés perdonó los 400.000 ¥ de indemnización que figuraban en el tratado.